# Fušimi (hrad)
Hrad Fušimi (japonsky 伏見城, Fušimi-džó), známý též jako Hrad Momojama (japonsky 桃山城, Momojama-džó) je japonský hrad v městské čtvrti Fušimi-ku v japonském Kjótu.
Hrad nechal na konci období Sengoku v letech 1592–1594 vybudovat významný japonský státník Hidejoši Tojotomi (1536–1598) jako svoje soukromé útočiště. V roce 1596 byl hrad zbořen a následně přestavěn, až byl nakonec roku 1623 definitivně zbourán. Místo, kde stával, bylo roku 1912 využito ke stavbě hrobky císaře Meidži. Současný hrad Fušimi je kopie postavená v roce 1964 poblíž jeho původního místa.
Název období Azuči-Momojama v japonských dějinách je částečně odvozen od hradu Momojama, tedy Fušimi.

## Historie

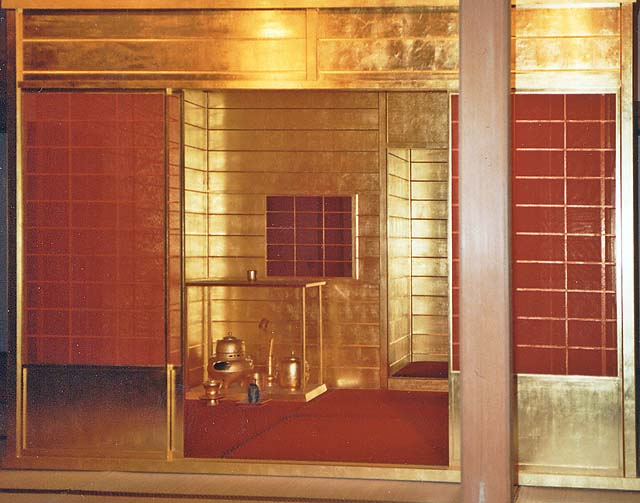
Zlatá čajovna na hradě Fušimi

Stavba původního hradu Fušimi započala v roce 1592, rok poté, co se Hidejoši Tojotomi vzdal regentství a stáhl se do ústraní. Dokončili jej po dvou letech, v roce 1594. Na jeho stavbě pracovalo 20 000 až 30 000 dělníků, kteří pocházeli z dvaceti japonských provincií.
Přestože rezidence vypadala na pohled jako vojenský hrad, byla zamýšlena jako útočiště v ústraní a jako taková byla také zařízena a vyzdobena. Proslavila se zejména svou Zlatou čajovnou, jejíž stěny i zařízení byly pozlaceny tenkou zlatou fólií. Hidejoši Tojotomi měl v úmyslu vést zde mírové rozhovory s čínskými diplomaty ve snaze ukončit sedm let trvající imdžinskou válku v Koreji, avšak hrad jen dva roky po jeho dokončení zcela zničilo zemětřesení.

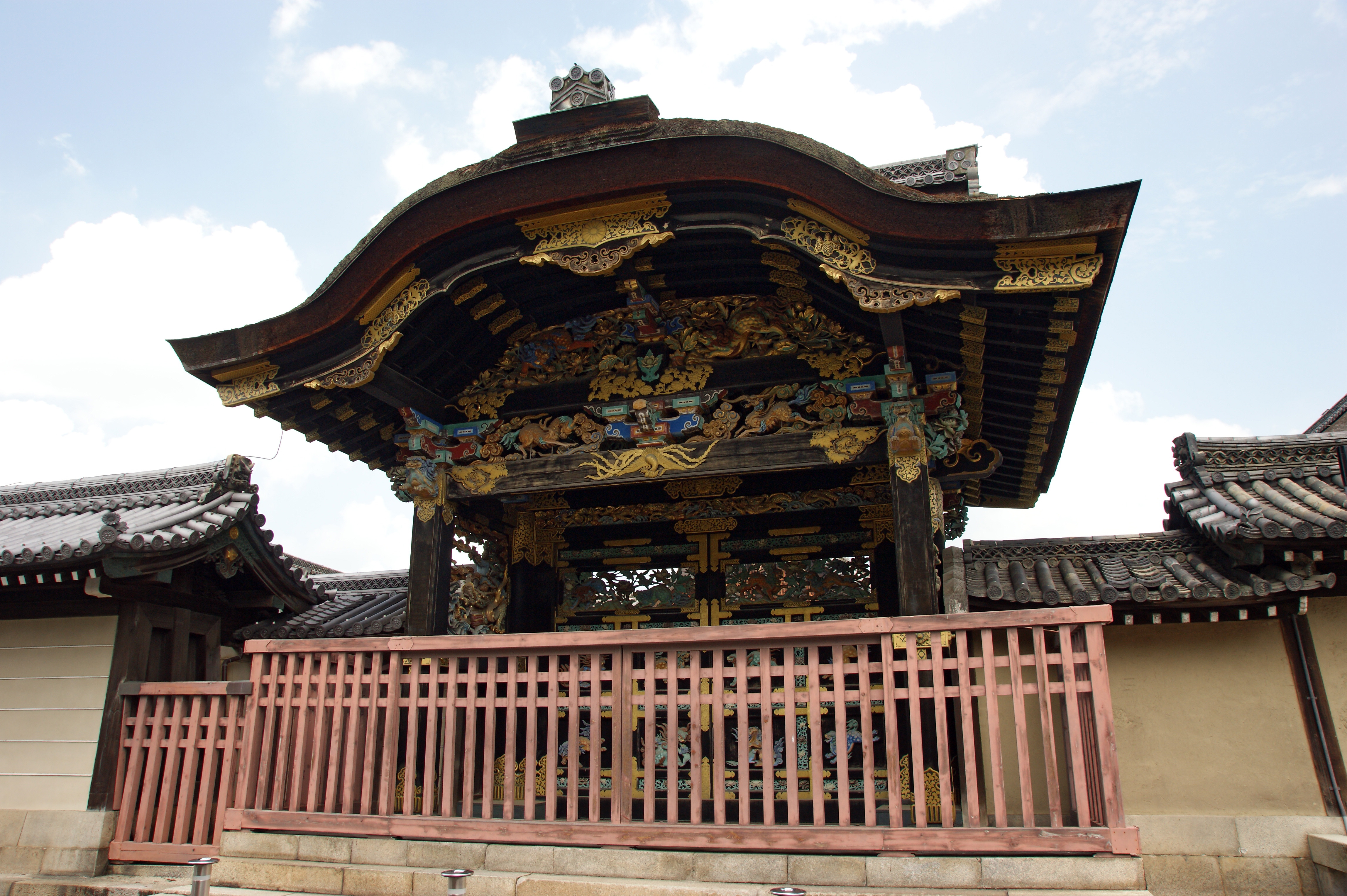
Vstupní brána (karamon), jíž se vcházelo do hradu, byla přenesena do chrámu Niši Hogandži

Krátce poté byl hrad obnoven a dostal se do užívání Mototady Toriiho, který byl vazalem Iejasu Tokugawy. V roce 1600 se hrad během památného obléhání snažil dobýt Tojotomiho hlavní úředník Micunari Išida. Mototada Torii a jeho posádka se dokázali 11 dní bránit přesile a umožnili tak Iejasu Tokugawovi zformovat jeho vlastní síly a zaútočit na nepřátelské pevnosti podél silnice Nakasendō, která spojovala Kjóto s Edem. Toriiho hrdinská oběť tak napomohla Tokugawovu strategickému vítězství v bitvě u Sekigahary, která se odehrála nedlouho poté a znamenala konečné vítězství Iejasu Tokugawy nad jeho soupeři, čímž se mu otevřela cesta k titulu šóguna.

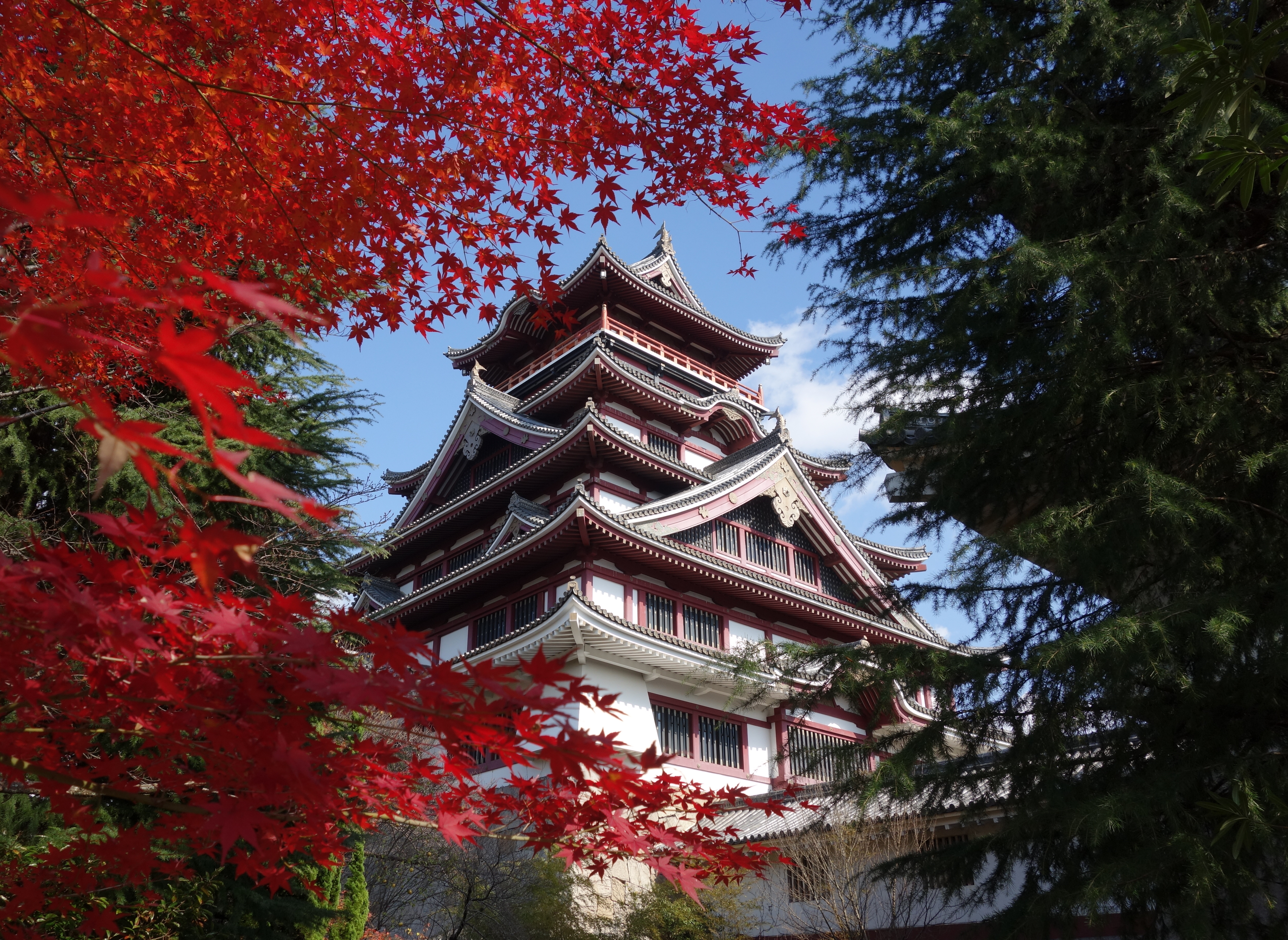
Hrad Fušimi-Momojama na podzim

V roce 1623 byl hrad zbourán a materiál a vybavení z řady jeho komnat a budov se staly součástí hradů a chrámů po celém Japonsku. Několik kjótských chrámů, jako jsou Jógen-in (養源院), Genkó-an (源光庵) a Hósen-in (宝泉院), má na stropech krví potřísněné panely, jež byly původně podlahou chodby na hradě Fušimi, v níž Mototada Torii a jeho samurajové spáchali rituální sebevraždu seppuku.
Roku 1912 byla na místě, kde hrad původně stával, vybudována hrobka císaře Meidži. Hrad jako takový nebyl až do roku 1964 obnoven. Ve zmíněném roce byla nedaleko jeho původního místa postavena kopie části hradu zhotovená převážně z betonu. Tato stavba sloužila jako muzeum zaměřené na život a vojenská tažení Hidejošiho Tojotomiho a coby hlavní atrakce malého tematického zábavního parku nazvaného „Castle Land“ (Hradní pozemek), který však byl v roce 2003 uzavřen pro veřejnost. Park, který hrad obklopuje, byl ale roku 2007 veřejnosti opět zpřístupněn.